# Jikji
Jikji és el títol abreviat d'un llibre budista coreà imprès l'any 1377 durant la Dinastia Goryeo. El seu títol complet es pot traduir com a «Antologia del monjo Baegun sobre les ensenyances del Gran Mestre sobre la identificació de l'esperit de Buda a través de la pràctica del zen». És el llibre més antic existent al món imprès amb tipus mòbils metàl·lics per cada caràcter. La UNESCO el setembre de 2001, el va incloure al Programa Memòria del món.
El Jikji es va publicar l'any 1377 al Temple Heungdeok, 78 anys abans la Bíblia de Johannes Gutenberg impresa durant els anys 1452-1455, amb el mateix procediment. La major part de l'obra s'ha perdut. Actualment només se'n conserva el darrer volum, que és a la divisió de Manuscrits Orientals de la Biblioteca Nacional de França. Va ser escrit pel monjo budista Baegun (1298-1374, amb el nom budista de Gyeonghan), que va ser monjo superior als temples d'Anguk i Shingwang a Haeju, i va ser publicat en dos volums al temple de Songbulsa (Seongbulsa) l'any 1372. Baegun va morir al Temple de Chwiam a Yeoju l'any 1374.

## Contingut
El Jikji conté una col·lecció de textos dels monjos budistes més venerats durant generacions successives. Es va crear com una guia pels estudiosos del budisme, aleshores la religió nacional a Corea sota la Dinastia Goryeo (918-1392). El llibre exposa els principis bàsics del Seon, el predecessor del Budisme zen japonès.
Té dos volums. La versió impresa amb tipus de metall publicada al Temple Heungdeok és a la Biblioteca Nacional de França, amb la primera pàgina de l'últim volum (Llibre 1, capítol 38) arrencada. Una versió impresa amb tipus de fusta publicada al Temple de Chwiamsa té els dos volums, i es conserva a la Biblioteca Nacional de Corea, als temples de Jangsagak i Bulgap temples, així com a l'Acadèmia d'Estudis Coreans.

## Impressió
A la darrera pàgina hi ha diversos detalls sobre la seva publicació, que indiquen que va ser publicat al tercer any del Rei U (Juliol de 1377) a partir d'una impressió amb tipus de metall al Temple de Heungdeok a Cheongju. Originalment tenia dos volums amb 307 capítols. També s'hi pot llegir que l'any 1377 els alumnes de Baegun, els sacerdots Seoksan i Daldam, van col·laborar en la impressió amb tipus i també hi va col·laborar la sacerdotessa Myodeok. Té unes mides de 24,6 x 17,0 cm, amb papers molt prims i blancs. La tapa sembla tornada a fer. El títol de Jikji també sembla que s'hagi reescrit amb tinta índia sobre l'original. A la tapa del volum existent de l'edició feta amb metall hi ha escrit en francès «Aquest és el llibre imprès més antic amb motlles» amb la crònica de 1377, escrit per Maurice Courant.
Les línies són tortes. La diferència del gruix de la tinta de color mostrada a les lletres és gran, i sovint hi ha espais. Fins i tot alguns caràcters, com 'dia' (日) o 'un' (一), són escrits al revés, mentre que altres lletres no són completament impreses. Hi ha lletres iguals que no són impreses al mateix paper, tot i que sí que apareixen en altres pàgines. També hi ha difuminacions i taques al voltant dels caràcters.

## Premi Jikji
Des del 2004 la Unesco concedeix el «premi Jikji» a la persona o entitat que s'hagi distingit en la conservació i la difusió del patrimoni documental.